# FC Twente

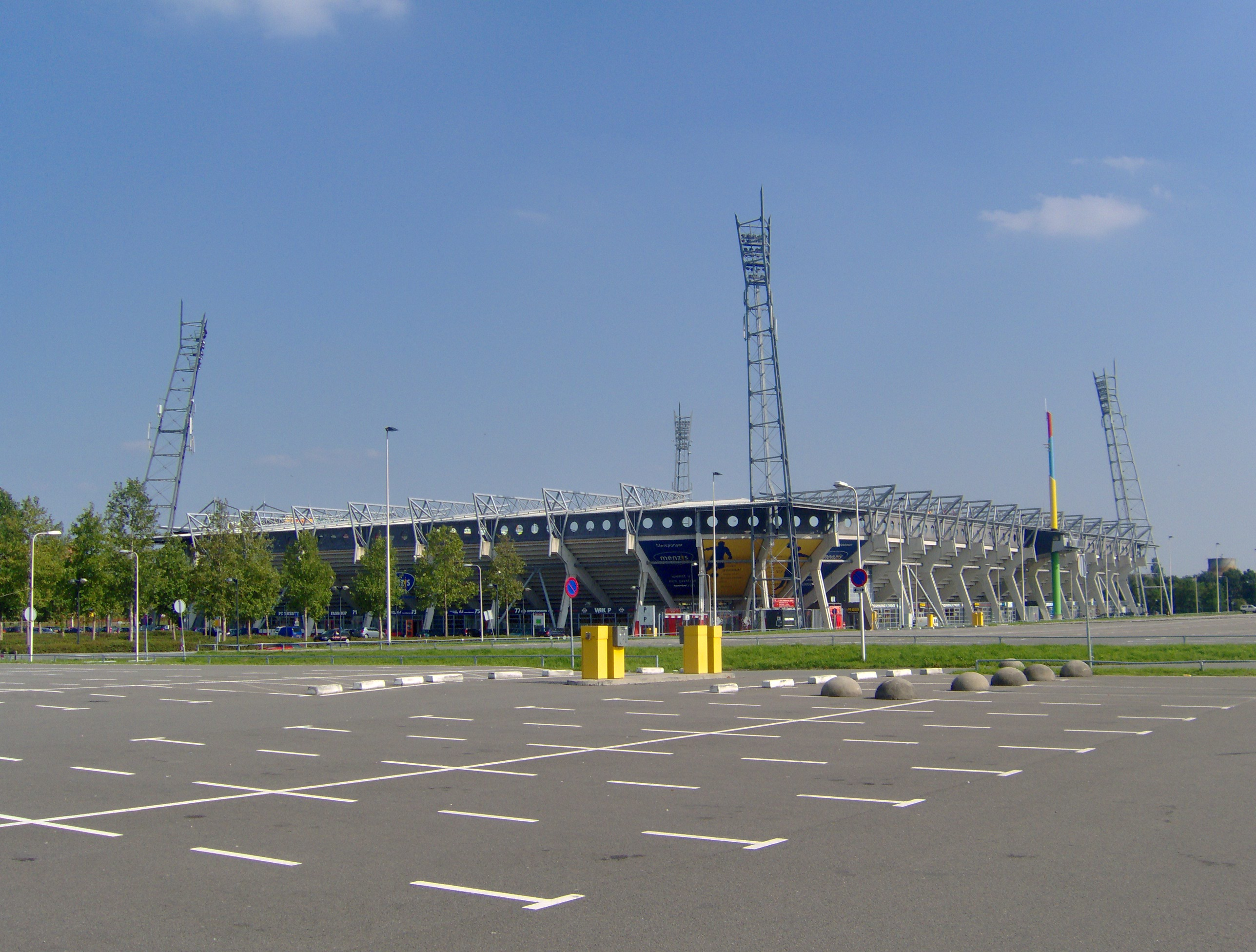
De Grolsch Veste

FC Twente je nizozemský fotbalový klub sídlící ve městě Enschede. Hřištěm klubu je stadion De Grolsch Veste, který pojme 30 000 diváků. V současnosti klub působí v nizozemské nejvyšší lize Eredivisie.
Během své historie dokázal jednou vyhrál nizozemskou 1. ligu a dvakrát i nizozemský fotbalový pohár. V roce 1975 se dostal do finále Poháru UEFA.
V prosinci 2015 jej Nizozemský fotbalový svaz potrestal tříletým zákazem startu v evropských pohárech a podmínečným vyloučením z Eredivisie, důvodem bylo porušení licenčního pořádku. Klub prodal práva na 7 fotbalistů třetí straně, což pravidla UEFA zakazují.

## Úspěchy

### Domácí
- 1× vítěz Eredivisie (2009/10)[3]
- 2× vítěz nizozemského fotbalového poháru (1976/77, 2000/01)[4]

### Mezinárodní
- 1× finalista Poháru UEFA (1974/75)[5]

## Známí hráči
- Jan Vennegoor of Hesselink [6]